# Tomasz Pacyński

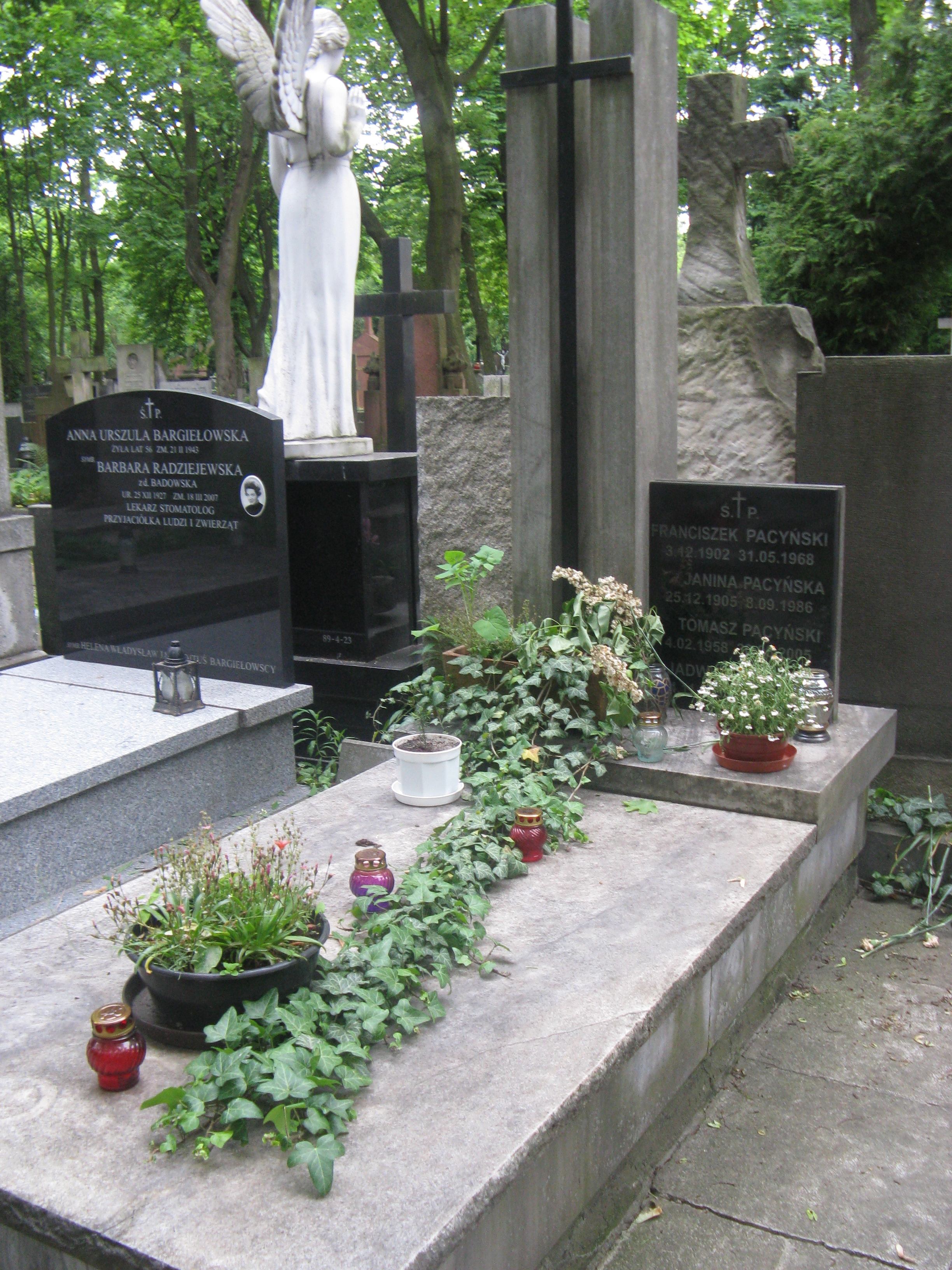
Mộ của Tomasz Pacyński

Tomasz Pacyński (4 tháng 2 năm 1958 tại Warsaw – 30 tháng 5 năm 2005) là một nhà văn truyện giả tưởng và khoa học viễn tưởng người Ba Lan. Ông là một trong những người sáng lập tạp chí Fahrenheit, tạp chí dành cho người hâm mộ truyện khoa học viễn tưởng trên Internet đầu tiên của Ba Lan. Từ năm 2004, ông làm tổng biên tập của tạp chí này. Tomasz Pacyński đã đăng các truyện ngắn của mình trên các tạp chí như Science Fiction, SFera, và Fantasy. Ngoài ra, ông cũng đăng truyện ngắn trên các tạp chí cho người hâm mộ trên Internet như Fahrenheit, Esensja, Fantazin và Srebrny Glob. Ông còn là tác giả của nhiều bài báo được đăng trên SFera và Science Fiction.
Tomasz Pacyński lần đầu được xem là một nhà văn truyện giả tưởng với tiểu thuyết Sherwood ra mắt năm 2001. Tác phẩm này được sáng tác dựa trên huyền thoại Robin Hood. Ông đã cho xuất bản nhiều truyện ngắn và bốn tiểu thuyết gồm bộ ba tiểu thuyết giả tưởng Sherwood và Wrzesień (September). Wrzesień (September) là một tiểu thuyết hư cấu chính trị hậu tận thế. Các truyện hài của ông về Ông già Tuyết được giới thiệu trong tuyển tập Linia ognia (Line of Fire) vào năm 2005. Tiểu thuyết Sherwood và Wrzesień đã được đề cử cho Giải thưởng Janusz A. Zajdel. Trên Internet Tomasz Pacyński thường dùng nickname Pacek. Con trai của ông là Krzysztof Pacyński, anh cũng là một nhà văn .

## Danh mục

### Tác phẩm bộ baSherwood
- Sherwood - 3,49 2001, RUNA 2003
- Maskarada - RUNA 2003
- Wrota światów. Zła piosenka - RUNA 2004
- Wrota światów. Garść popiołu - RUNA (chưa được xuất bản)

### Sách khác
- Wrzesień - RUNA 2002
- Linia ognia - Fabryka Słów 2005 (các truyện ngắn: "Opowieść wigilijna", "Straty uboczne". "Linia ognia", "Łysa Góra", "Skarby pustyni", "Dobre Mzimu", "Ścieżki wiedźm", "Bajki dla dorosłych")
- Szatański interes - Fabryka Słów 2005
- Smokobójca - Fabryka Słów 2006

### Truyện ngắn
- "Siódmy kot" - "Fahrenheit XVI", 2000
- "Koral i smok" - "Fahrenheit i Fantazin", 2000
- "Nagroda" - "Science Fiction" nr 3/2001
- "Nic osobistego" - "Science Fiction" nr 7/2001
- "Dziedzictwo" - "Science Fiction" nr 12/2002
- "Opowieść wigilijna" - Strefa mroku anthology, Bauer 2002, tuyển tập Linia ognia, Fabryka Słów 2005
- "Diabelska alternatywa" - "Fahrenheit" XXII, 2002
- "Wspomnienie" - "Fahrenheit" XXVIII, 2003
- "Straty uboczne" - "Fantasy", 2003, tuyển tập Linia ognia, Fabryka Słów 2005
- "Linia ognia" - "SFera" nr 6/2003, tuyển tập 'Linia ognia, Fabryka Słów 2005
- "Łysa Góra" - "Science Fiction" nr 2/2004, tuyển tập Linia ognia, Fabryka Słów 2005
- "Stokrotka na blaszanym dachu" - "Science Fiction" nr 4/2004 (phần tiếp theo của tiểu thuyết Wrzesień)
- "Skarby pustyni" - "Science Fiction" nr 7/2004, tuyển tập Linia ognia, Fabryka Słów 2005
- "Komu wyje pies" - "Science Fiction" nr 12/2004 (tiền truyện của bộ ba Sherwood)
- "Dobre Mzimu" - tuyển tập Linia ognia, Fabryka Słów 2005
- "Ścieżki wiedźm" - tuyển tập Linia ognia, Fabryka Słów 2005
- "Bajki dla dorosłych" - tuyển tập Linia ognia, Fabryka Słów 2005